# Vivo
Vivo Communication Technology Co. Ltd. (стилизовано vivo) је кинеско технолошко предузеће са седиштем у Дунгуану, које дизајнира и развија смартфонове, додатке за исте, софтвер и онлајн услуге.